# 弘兼憲史
弘兼憲史（1947年9月9日—），日本漫畫家，山口縣岩國市出生。專精於青年漫畫。
弘兼氏的漫畫作品評價十分兩極化，2001年第25屆講談社漫畫獎評審委員提出批評：「蔑視女性」、「漫畫內的性交場面太多」；但也有正面的評價「劇情寫實，非常好的漫畫」。
妻子是漫畫家柴門文，兩人育有一子一女。

## 經歷
小學時，是手塚治虫的漫畫迷，一心想成為漫畫家。他在高中時曾擔任過棒球隊的投手和第四棒，但他認為年輕時的吸收力強，用在體育方面很可惜，應該用在讀書上。大學時參加漫畫研究社團。
1970年進入松下電器產業的廣告宣傳部任職，於1973年離職。從1974年起發表作品。
1980年代起將矢島正雄的原著改編為《人間交叉點》短篇漫畫集，得到高評價。
1983年開始連載《島耕作》系列漫畫。
1991年開始連載《政治最前線》，描述原來在東京當上班族的加治隆介，因為擔任議員的父親與兄長車禍身亡，因此辭職回到家鄉九州鹿兒島參選議員，並且參選成功，最後當上首相（內閣總理大臣）。
1995年起連載《黄昏流星群》，是部描述黃昏之戀的短篇作品集。打破以往愛情漫畫只描述年輕男女愛情的情形。

## 作風
弘兼每天平均睡四個半小時，週六日不休息。工作時會開著收音機或電視以接收最新資訊，也透過打高爾夫球的機會與自己領域以外的人交流，不但能拓展人脈，也能以此作為漫畫題材。日本檯面上的政治人物多與弘兼換過名片，這對他的《政治最前線》有很大的幫助。弘兼在取材時會大量拍照，到中國等幅員遼闊的地方取材時會帶五個助手到各處拍照，在台灣取材時也是隨時拍攝。

## 學歷
- 私立高水高等學校附屬中學畢業。
- 私立高水高等學校畢業。
- 早稻田大學法律學系畢業。

## 得獎經歷
- 1985年：『人間交叉点』獲得第30屆小學館漫畫獎一般作品類。
- 1991年：『課長島耕作』獲得第15屆講談社漫畫獎一般作品類。
- 2000年：『黄昏流星群』獲得第4屆日本新媒體動漫藝術節漫畫類優等獎。
- 2003年：『黄昏流星群』獲得第32屆日本漫畫家協會獎大獎。

## 主要作品
- 《島耕作》系列
  - 之1《課長島耕作》
  - 之2《部長島耕作》
  - 之3《取締役島耕作》
  - 之4《常務島耕作》
  - 之5《青年島耕作》
  - 之6《専務島耕作》
  - 之7《主任島耕作》
  - 之8《社長島耕作》
  - 之9《係長島耕作》
  - 之10《會長島耕作》
- 《人間交叉點》（人間交差点（ヒューマン・スクランブル））
- 《真相夜線》（ラストニュース）（原作：豬瀨直樹）全10冊
- 《政治最前線》（加治隆介の議）全20冊
- 《偵探物語》（ハロー張りネズミ）全24冊
- 《黄昏流星群》（黄昏流星群）已發行60冊

## 一般著作
| 書名                                           | 著者、譯者                                     | 臺灣出版社       | 出版日         | ISBN               |
| ---------------------------------------------- | ---------------------------------------------- | ---------------- | -------------- | ------------------ |
| 課長島耕作男與女成功方程式                     | 李兆偉譯                                       | 月牙出版         | 1997年12月1日  | ISBN 9579849722    |
| 課長島耕作成功方程式：Key Word 60              | 李美玉、潘淑嬌、簡琪婷譯                       | 經典傳訊出版     | 1997年8月1日   | ISBN 9579919895    |
| 課長島耕作成功方程式Part2秘笈篇：key word 39   | 簡琪婷、陶晶文、李曉雯譯                       | 經典傳訊出版     | 1998年1月1日   | ISBN 957985442     |
| 課長島耕作成功方程式Part3頂尖男子80法則        | 簡琪婷譯                                       | 經典傳訊文化出版 | 1998年9月1日   | ISBN 9578302053    |
| 課長島耕作之堅強男人絕技100招大研究            | 林雅惠譯                                       | 臺灣實業文化出版 | 1998年7月1日   | ISBN 9577005888    |
| 課長島耕作的成功哲學：成為值得信賴的男人80秘訣 | 許嘉祥譯                                       | 尖端出版         | 1998年9月30日  | ISBN 9571017264    |
| 做為「成熟」男人的85秘訣：課長島耕作的成功哲學 | 許嘉祥譯                                       | 尖端出版         | 1999           | ISBN 9571018805    |
| 課長島耕作：職場英文easy go                    | 巽 一朗、巽 史凱．海瑟著、弘兼憲史繪、李介民譯 | 平安文化         | 2000年12月2日  | ISBN 9578033117    |
| 愉快練習高爾夫球（超）基礎篇                   | 阪田信弘、弘兼憲史著                           | 成陽出版         | 2001年4月1日   | ISBN 9577549276    |
| 愉快練習高爾夫球（超）應用篇                   | 阪田信弘、弘兼憲史著                           | 成陽出版         | 2001年6月1日   | ISBN 9577549497    |
| 愉快練習高爾夫球（超）實戰篇                   | 阪田信弘、弘兼憲史著                           | 成陽出版         | 2001年6月1日   | ISBN 9577549500    |
| 嗨！男人，你不要再ㄍ一ㄥ了！                   | 譯                                             | 采竹文化出版     | 2001年10月15日 | ISBN 957300951X    |
| 部長島耕作成功方程式                           | 許嘉祥譯                                       | 尖端出版         | 2003年3月18日  | ISBN 9571027065    |
| 危機就是轉機：自己創造奇蹟的50個法則           | 陳菲文譯                                       | 經濟新潮社       | 2003年4月5日   | ISBN 9867782836    |
| 島耕作成為頂尖男人的80準則                     | 許嘉祥譯                                       | 尖端出版         | 2004年1月31日  | ISBN 9571027847    |
| 千萬別做好好人                                 | 李文仁譯                                       | 經典傳訊文化發行 | 2004年8月1日   | ISBN 9574763900    |
| 勝者的條件                                     | 林美智譯                                       | 經典傳訊文化發行 | 2004年8月1日   | ISBN 9574763951    |
| 成功方程式PART 1關鍵篇                         | 李美玉、潘淑嬌、簡琪婷譯                       | 經典傳訊文化發行 | 2004年1月2日   | ISBN 9574764206    |
| 成功方程式PART 2秘笈篇                         | 簡琪婷、陶晶文、李曉雯譯                       | 經典傳訊文化發行 | 2004年2月1日   | ISBN 9574764214    |
| 成功方程式PART 3頂尖篇                         | 譯                                             | 經典傳訊文化發行 | 2004年2月1日   | ISBN 9574764222    |
| 課長島耕作：魅力男人絕技100招                  | 林雅惠譯                                       | 華立文化出版     | 2006年1月13日  | ISBN 9867202880    |
| 黃昏戀愛術                                     | 弘兼憲史、和田秀樹著、許嘉祥譯                 | 尖端出版         | 2006年10月27日 | ISBN 9789571034003 |
| 從0開始做企劃                                  | 弘兼憲史著、李毓昭譯                           | 晨星出版         | 2007年10月29日 | ISBN 9789861771434 |
| 弘兼憲史香檳講座                               | 弘兼憲史著、吳素華譯                           | 積木文化         | 2008年2月6日   | ISBN 9789867039811 |
| 弘兼憲史葡萄酒入門講座                         | 弘兼憲史著、吳素華、戴偉傑譯                   | 積木文化         | 2008年4月24日  | ISBN 9789867039842 |
| 弘兼憲史法國葡萄酒講座                         | 弘兼憲史著、張佳雯譯                           | 積木文化         | 2008年6月24日  | ISBN 9789867039958 |
| 弘兼憲史雞尾酒＆酒吧入門講座                   | 弘兼憲史著、李彥樺譯                           | 積木文化         | 2008年7月22日  | ISBN 9789867039996 |
| 弘兼憲史世界葡萄酒講座                         | 弘兼憲史著、賴庭筠譯                           | 積木文化         | 2008年10月17日 | ISBN 9789866595042 |
| 時間活用術                                     | 弘兼憲史著、蕭雲菁譯                           | 晨星             | 2008年12月10日 | ISBN 9789861772301 |
| 部下指導術                                     | 弘兼憲史著、蕭雲菁譯                           | 晨星             | 2009年4月10日  | ISBN 9789861772707 |
| 弘兼憲史頂級葡萄酒講座                         | 弘兼憲史著、張佳雯譯                           | 積木文化         | 2009年4月24日  | ISBN 9789866595219 |
| 弘兼憲史上班族整理術                           | 弘兼憲史著、朱信如譯                           | 商周出版         | 2009年7月7日   | ISBN 9789866472916 |
| 弘兼憲史教你有效開會做簡報                     | 弘兼憲史著、謝育容譯                           | 商周出版         | 2009年8月7日   | ISBN 9789866369223 |
| 弘兼憲史葡萄酒&乳酪搭配講座                    | 弘兼憲史著、張佳雯譯                           | 積木文化         | 2009年8月25日  | ISBN 9789866595318 |
| 弘兼憲史經濟學入門圖解                         | 弘兼憲史著、江裕真譯                           | 商周出版         | 2009年9月11日  | ISBN 9789866369469 |
| 弘兼憲史教你活用記事本                         | 弘兼憲史著、朱信如譯                           | 商周出版         | 2009年11月6日  | ISBN 9789866369667 |
| 葡萄酒入門                                     | 弘兼憲史著、葉亞璇譯                           | 晨星             | 2009年11月12日 | ISBN 9789861773209 |
| 馬克思經濟學入門                               | 弘兼憲史著、的場昭弘監修、李毓昭譯             | 商周出版         | 2010年1月11日  | ISBN 9789861773384 |
| 弘兼憲史客訴處理入門                           | 弘兼憲史、援川聰著、王美智譯                   | 商周出版         | 2010年3月12日  | ISBN 9789866285479 |
| 弘兼憲史談松下幸之助之經營入門                 | 弘兼憲史、片山修著、江裕真譯                   | 商周出版         | 2010年3月29日  | ISBN 9789861773582 |
| 弘兼憲史上班族基本數字力                       | 弘兼憲史、前田信弘著、江裕真譯                 | 商周出版         | 2010年5月7日   | ISBN 9789866285769 |
| 弘兼憲史日文商業書信入門                       | 弘兼憲史著、劉錦秀譯                           | 商周出版         | 2010年7月9日   | ISBN 9789862720028 |
| 弘兼憲史教你聰明看懂財報                       | 弘兼憲史著、劉錦秀譯                           | 商周出版         | 2010年8月8日   | ISBN 9789861202457 |
| 弘兼憲史教你活用孫子兵法                       | 弘兼憲史、前田信弘著、趙韻毅譯                 | 漫遊者文化       | 2010年8月31日  | ISBN 9789866272257 |
| 人生60才開始的43個方法                         | 弘兼憲史著、游韻馨譯                           | 紅通通文化出版社 | 2013年6月1日   | ISBN 9789868859357 |
| 和孤獨做朋友：弘兼憲史的一人生活學             | 弘兼憲史著、涂愫芸譯                           | 台灣角川         | 2019年6月27日  | ISBN 9789577430625 |